# バーンケーン駅
バーンケーン駅（バーンケーンえき、タイ語:สถานีรถไฟบ้านแก้ง）は、タイ王国の中部サケーオ県ムアンサケーオ郡にある、タイ国有鉄道東本線の駅である。

## 概要
バーンケーン駅は、タイ王国中部サケーオ県の県庁所在地であり、人口11万人が暮らすムアンサケーオ郡にある東本線の駅である。クルンテープ駅（バンコク）からは190.06km地点に位置し、普通列車利用で4時間程度である。駅の正面側は南西向きである。駅の正面側を1,300m程行くと国道33号線があり、東本線と平行して走っている。
三等駅で1日に4本の列車（2往復）の発着があり、いずれも普通列車である。

## 歴史
1908年1月24日に、東本線のクルンテープ駅 - チャチューンサオ駅(60.99km)が開業した。約18年後の1926年11月8日に、当駅を含むアランヤプラテート駅までの延伸工事が完了し、東本線の完成を見た。
- 1908年1月24日【開業】クルンテープ駅 - チャチューンサオ駅(60.99km)
- 1925年1月1日 【開業】チャチューンサオ駅 - カビンブリー駅 (100.27km)
- 1926年11月8日 【開業】カビンブリー駅 - アランヤプラテート駅 (93.24km)

## 駅構造
単式ホーム1面1線を持つ地上駅であり、駅舎はホームに面している。